# Bahnstrecke Needham Junction–West Roxbury
| Streckenlänge: | 6,4 km                      |                                       |                                       |
| Spurweite: | 1435 mm (Normalspur)        |                                       |                                       |
| Zweigleisigkeit: | – (früher: gesamte Strecke) |                                       |                                       |
| |                             |                                       |                                       |
| Gesellschaft: | MBTA                        |                                       |                                       |
| \| \| \| von Harrisville \| \| \| \| \| nach Brookline \| \| \| \| \| Straßenbahn der MBS (Chestnut St) \| \| \| \| 0,0 \| Needham Junction MA \| Needham Junction MA \| \| \| \| Ausweiche \| \| \| \| \| Hersey (früher Birds Hill) \| \| \| \| \| Straßenbahn der BSS (Great Plain Ave) \| \| \| \| \| Interstate 95 \| \| \| \| \| Charles River \| \| \| \| \| Ausweiche \| \| \| \| \| von Dedham \| \| \| \| 6,4 \| West Roxbury MA \| West Roxbury MA \| \| \| \| nach Forest Hills \| \| |                             |                                       |                                       |
| Strecke |                             | von Harrisville                       | von Harrisville                       |
| Abzweig geradeaus, nach links und von links |                             | nach Brookline                        | nach Brookline                        |
| Kreuzung geradeaus oben (Querstrecke außer Betrieb) |                             | Straßenbahn der MBS (Chestnut St)     | Straßenbahn der MBS (Chestnut St)     |
| Haltepunkt / Haltestelle | 0,0                         | Needham Junction MA                   | Needham Junction MA                   |
| Dienststation / Betriebs- oder Güterbahnhof |                             | Ausweiche                             | Ausweiche                             |
| Haltepunkt / Haltestelle |                             | Hersey (früher Birds Hill)            | Hersey (früher Birds Hill)            |
| Kreuzung geradeaus unten (Querstrecke außer Betrieb) |                             | Straßenbahn der BSS (Great Plain Ave) | Straßenbahn der BSS (Great Plain Ave) |
| Brücke |                             | Interstate 95                         | Interstate 95                         |
| Brücke über Wasserlauf |                             | Charles River                         | Charles River                         |
| Dienststation / Betriebs- oder Güterbahnhof |                             | Ausweiche                             | Ausweiche                             |
| Abzweig geradeaus und ehemals von rechts |                             | von Dedham                            | von Dedham                            |
| Haltepunkt / Haltestelle | 6,4                         | West Roxbury MA                       | West Roxbury MA                       |
| Strecke |                             | nach Forest Hills                     | nach Forest Hills                     |

Die Bahnstrecke Needham Junction–West Roxbury ist eine Eisenbahnstrecke in Massachusetts (Vereinigte Staaten). Sie ist rund sechs Kilometer lang und verbindet die Städte Needham und Roxbury. Die normalspurige Strecke gehört der Massachusetts Bay Transportation Authority, die den Personenverkehr auf ihr betreibt. Den gelegentlichen Güterverkehr betreibt die Bay Colony Railroad, die ein Mitbenutzungsrecht für die Strecke besitzt.

## Geschichte
Ende des 19. Jahrhunderts bestanden zahlreiche Strecken verschiedener Bahngesellschaften, die von Boston aus in Richtung Süden führten. Auf ihnen verkehrten Vorortzüge in S-Bahn-ähnlichen Takten in die umliegenden Wohnstädte. Die New York and New England Railroad befuhr die Bahnstrecke Back Bay–Harrisville, die bis Needham in dichtem Takt bedient wurde. Allerdings mussten die Züge dieser Strecke in Brookline an Züge der Boston and Albany Railroad angekuppelt werden, um Boston zu erreichen. Die Old Colony Railroad hatte die Bahnstrecke Forest Hills–Dedham in Besitz, die in Forest Hills von der Hauptstrecke Boston–Providence abzweigte. Von Boston nach Dedham fuhren ebenfalls zahlreiche Züge.
Beide Gesellschaften wurden in den 1890er Jahren durch die New York, New Haven and Hartford Railroad übernommen, die nun plante, die beiden Strecken zu verbinden, um Züge von Needham und aus Richtung Harrisville direkt nach Boston führen zu können. Im November 1906 ging die Verbindung in Betrieb und alle Züge aus Richtung Harrisville und Needham fuhren nun über West Roxbury und Forest Hills nach Boston. Um weiterhin eine Direktverbindung in die Stadtteile nördlich von Brookline anzubieten, verkehrten die Needham-Züge nun als Ringzüge von Boston über West Roxbury, Needham und Brookline zurück nach Boston bzw. in der Gegenrichtung.
1926 endete der durchlaufende Verkehr in Richtung Harrisville. Fahrgäste auf diese Züge fuhren mit Ringzügen bis Needham Junction und mussten dort umsteigen. 1927 wurde auch der Ringverkehr eingestellt und die Züge verkehrten nun von Boston über West Roxbury und Needham Junction nach Needham Upper Falls, bzw. ab 1932 nur noch bis Needham Heights.
Mit der New York, New Haven and Hartford Railroad ging die Strecke 1969 in den Besitz von Penn Central über, die den Betrieb weiterführte. Sie verkaufte die Bahnstrecke jedoch 1973 an die Massachusetts Bay Transportation Authority (MBTA), die seither den Personenverkehr betreibt. Noch heute fahren die Züge wie seit 1932 von Boston über West Roxbury nach Needham Heights. Von Oktober 1979 bis Oktober 1987 war der Personenverkehr aufgrund umfangreicher Bauarbeiten an der Hauptstrecke nach Boston eingestellt. Der nur noch spärliche Güterverkehr wurde bis 1976 von Penn Central betrieben, danach von Conrail und ab 1984 durch die Bay Colony Railroad.

## Streckenbeschreibung
Die Strecke zweigt in einem Gleisdreieck aus der Bahnstrecke Back Bay–Harrisville ab und führt ostwärts. Da mit Eröffnung der Strecke keine durchlaufenden Züge aus Richtung Needham in Richtung Harrisville mehr verkehrten, sondern alle Personenzüge über die neue Strecke nach Boston fuhren, wurde der Haltepunkt Needham Junction nicht am eigentlichen Abzweig, sondern östlich des Gleisdreiecks an der Chestnut Street eingerichtet. Der einzige Zwischenhalt Hersey befindet sich im Stadtteil Birds Hill an der Great Plain Avenue. An beiden Stationen bestand eine Übergangsmöglichkeit zu Straßenbahnstrecken. In Roxbury mündet die Strecke in den „Dedham Branch“ in Richtung Norden ein. Eine Verbindungskurve in Richtung Dedham wurde nicht eingebaut.
Trotz der Kürze der Strecke waren einige Kunstbauwerke nötig, um eine flache Trassierung zu gewährleisten. In Needham verläuft die Strecke zunächst auf einem Damm mit Brücken über verschiedene Straßen, in Birds Hill in einem teils tiefen Einschnitt, der von den Straßen überbrückt werden musste. Zwischen Needham und Roxbury musste der Charles River überquert werden.
Die Strecke war anfangs zweigleisig, jedoch wurde das zweite Gleis schon in den 1960er Jahren abgebaut. Die Stationen wurden in Haltepunkte zurückgebaut. Zwischen Needham Junction und Hersey sowie westlich von West Roxbury blieb das zweite Gleis auf zwei kurzen Abschnitten als Ausweiche vorhanden. Die Brücke, die in den 1970er Jahren über die Interstate 95 gebaut wurde, erhielt kein Planum für ein zweites Gleis.

## Personenverkehr
1910 fuhren über die Strecke an Werktagen acht Züge aus Boston, die ab Needham Junction in Richtung Woonsocket weiterfuhren. Einer der Züge fuhr nach Pascoag. Sonntags fuhren fünf Züge nach Woonsocket. Daneben verkehrten Ringzüge von Boston über West Roxbury, Needham Junction und Brookline nach Boston, bzw. in der Gegenrichtung. An Werktagen fuhren zehn Züge über den ganzen Ring im Uhrzeigersinn, sonntags fuhren zwei Züge. Dazu wurden werktags drei, sonntags zwei Züge angeboten, die nur bis Newton Highlands und zurückfuhren, täglich verkehrte außerdem ein Zug nur bis Needham Junction und zurück. Entgegen dem Uhrzeigersinn fuhren an Werktagen acht Züge über den gesamten Ring, sonntags wurde diese Verbindung nicht angeboten.
1945 war der durchlaufende Verkehr in Richtung Woonsocket sowie der Ringverkehr bereits eingestellt. In der Relation von Boston über West Roxbury nach Needham Heights fuhren wochentags zehn und samstags acht Zugpaare. Sonntags ruhte der Verkehr.
2012 verkehren 16 Zugpaare an Wochentagen über die Strecke, an Wochenenden wird kein Personenverkehr durchgeführt.